# 에미리트 타워

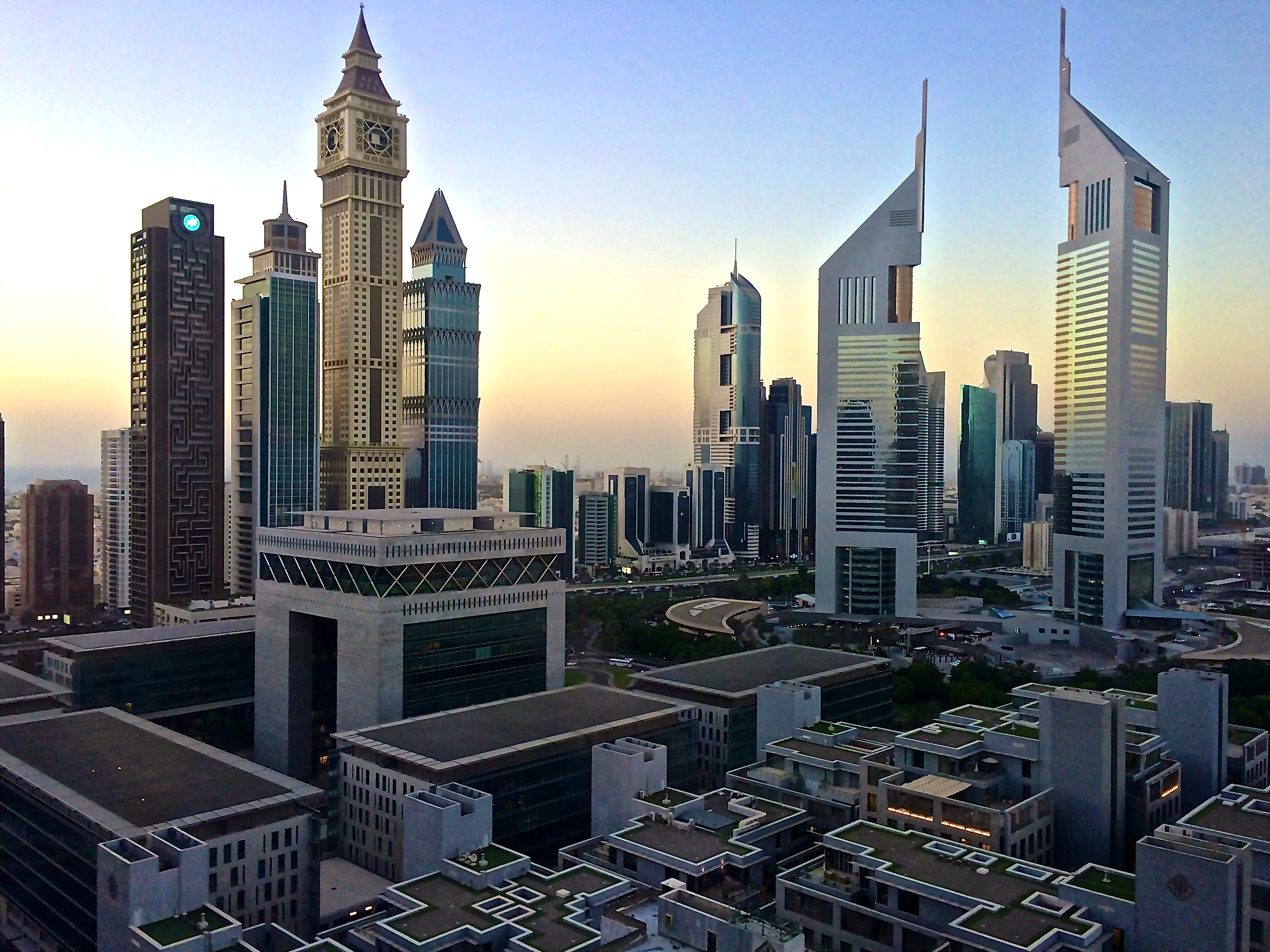
에미리트 타워

에미리트 타워(아랍어: أبراج الإمارات)는 아랍에미리트 두바이에 있는 두 개의 건축물 군으로, 주메이라 에미리트 오피스 타워와 주메이라 에미리트 타워스 호텔을 의미한다. 각각 355m, 309m로 세계에서 23번째, 47번째로 높은 건물이다.